# Milan Ptáček (fotbalista)
Milan Ptáček (* 27. ledna 1970) je bývalý český fotbalista, obránce. Po skončení aktivní kariéry působí jako správce stadionu FC Hradec Králové.

## Fotbalová kariéra
Je odchovancem Lokomotivy Česká Třebová.
V československé a české lize hrál za SK Hradec Králové. V lize nastoupil v 154 utkáních a dal 1 gól. Dále hrál za NH Ostrava.

## Ligová bilance
| Ročník                                   | Zápasy | Góly | Klub              |
| ---------------------------------------- | ------ | ---- | ----------------- |
| 1. československá fotbalová liga 1988/89 | 12     | 0    | SK Hradec Králové |
| 1. československá fotbalová liga 1990/91 | 15     | 0    | SK Hradec Králové |
| 1. československá fotbalová liga 1991/92 | 17     | 0    | SK Hradec Králové |
| 1. československá fotbalová liga 1992/93 | 24     | 0    | SK Hradec Králové |
| 1. česká fotbalová liga 1993/94          | 16     | 0    | SK Hradec Králové |
| 1. česká fotbalová liga 1994/95          | 21     | 1    | SK Hradec Králové |
| 1. česká fotbalová liga 1995/96          | 17     | 0    | SK Hradec Králové |
| 1. česká fotbalová liga 1996/97          | 19     | 0    | SK Hradec Králové |
| 1. Gambrinus liga 1997/98                | 11     | 0    | SK Hradec Králové |
| 1. Gambrinus liga 1998/99                | 2      | 0    | SK Hradec Králové |
| CELKEM                                   | 154    | 1    |                   |